# USS Toledo (CA-133)
USS Toledo (CA-133) là một tàu tuần dương hạng nặng thuộc lớp Baltimore của Hải quân Hoa Kỳ được đưa ra hoạt động sau khi Chiến tranh Thế giới thứ hai đã kết thúc. Nó là chiếc tàu chiến thứ hai của Hải quân Mỹ được đặt cái tên này, theo thành phố Toledo tại tiểu bang Ohio. Con tàu hầu như chỉ phục vụ tại khu vực Thái Bình Dương và đã hoạt động tích cực trong cuộc Chiến tranh Triều Tiên trước khi xuất biên chế năm 1960 và bị bán để tháo dỡ năm 1974. Toledo được tặng thưởng năm Ngôi sao Chiến trận do thành tích hoạt động trong cuộc Chê=iến tranh Triều Tiên. 

## Thiết kế và chế tạo

### Thiết kế
Sau khi những giới hạn về tải trọng của tàu tuần dương hạng nặng do Hiệp ước Hải quân Washington quy định được dỡ bỏ, lớp Baltimore được thiết kế về căn bản dựa trên chiếc USS Wichita, và một phần cũng dựa trên lớp tàu tuần dương hạng nhẹ lớp Cleveland đang được chế tạo. Những chiếc Baltimore có trong lượng choán nước tiêu chuẩn lên đến 14.500 tấn Anh (14.733 t), và trang bị chín khẩu pháo 8 in (200 mm) trên ba tháp pháo ba nòng. So với lớp Wichita, vũ khí phòng không hạng nhẹ tiếp tục được tăng cường: 12 khẩu đội Bofors 40 mm bốn nòng (48 nòng pháo) cùng với 20-28 khẩu Oerlikon 20 mm. Sau Thế chiến II, pháo phòng không 20 mm bị tháo dỡ do kém hiệu quả, và pháo Bofors 40 mm được thay thế bằng pháo 3-inch/50-caliber trong thập niên 1950.

### Chế tạo
Toledo được đặt lườn tại xưởng tàu của hãng New York Shipbuilding Corporation ở Camden, New Jersey vào ngày 13 tháng 9 năm 1943. Nó được hạ thủy vào ngày 6 tháng 5 năm 1945, được đỡ đầu bởi bà Edward J. Moan, và được cho nhập biên chế tại Xưởng hải quân Philadelphia vào ngày 27 tháng 10 năm 1946 dưới quyền chỉ huy của hạm trưởng, Đại tá Hải quân August J. Detzer, Jr.

## Lịch sử hoạt động

### 1947-1950
Vào ngày 6 tháng 1 năm 1947, chiếc tàu tuần dương mới lên đường cho một chuyến đi huấn luyện kéo dài hai tháng tại vùng biển Tây Ấn. Sau khi hoàn tất việc huấn luyện và chạy thử máy ngoài khơi vịnh Guantánamo, nó ghé thăm St. Thomas thuộc quần đảo Virgin; Kingston, Jamaica; và Port-au-Prince thuộc Haiti, trước khi quay trở về Philadelphia trải qua ba tuần lễ nghỉ ngơi. Vào ngày 14 tháng 4, nó rời Philadelphia thực hiện chuyến đi hơn nữa vòng Trái Đất, vượt Đại Tây Dương, băng ngang Địa Trung Hải, vượt kênh đào Suez, tiếp tục băng qua Ấn Độ Dương, và đi đến Yokosuka, Nhật Bản, vào ngày 15 tháng 6. Toledo ở lại khu vực Viễn Đông, ghé thăm các cảng Nhật Bản và Triều Tiên hỗ trợ cho lực lượng chiếm đóng tại đây cho đến tháng 10. Vào ngày 21 tháng 10, nó khởi hành từ Yokosuka cho chuyến đi đầu tiên vượt qua Thái Bình Dương, ghé qua Trân Châu Cảng trước khi về đến Long Beach, California vào ngày 5 tháng 11.
Vào ngày 3 tháng 4 năm 1948, Toledo rời Long Beach cùng với tàu tuần dương chị em Helena lên đường đi Nhật Bản. Nó đi đến Yokosuka vào ngày 24 tháng 4 bắt đầu lượt phục vụ thứ hai cùng lực lượng chiếm đóng, với vai trò tuần tra chống buôn lậu. Vào mùa Xuân năm đó, chiếc tàu tuần dương thực hiện chuyến viếng thăm hữu nghị đến Ấn Độ Dương, ghé thăm Karachi thuộc Pakistan, Singapore thuộc Malaya; Trincomalee, Ceylon và Bombay, Ấn Độ. Sau khi quay trở lại khu vực Tây Bắc Thái Bình Dương vào đầu mùa Hè, Toledo hoạt động ngoài khơi Thanh Đảo, Trung Quốc trong khi lực lượng Trung Hoa dân quốc (Quốc Dân Đảng) của Thống chế Tưởng Giới Thạch phải rút lui về Đài Loan. Vào ngày 16 tháng 9, chiếc tàu chiến rời khu vực bờ biển Trung Quốc để hướng về Bremerton, Washington, đi vào Xưởng hải quân Puget Sound vào ngày 5 tháng 10 cho đợt đại tu đầu tiên của nó.
Công việc tân trang hoàn tất vào ngày 18 tháng 2 năm 1949, và Toledo lên đường đi Long Beach cho một đợt huấn luyện kéo dài sáu tháng dọc theo bờ biển California, México và vùng eo đất Panama. Cùng với các cuộc thực tập, nó còn tham gia Chiến dịch Miki, một đợt tập trận mô phỏng một cuộc tấn công không-hải lực nhắm vào Trân Châu Cảng. Vào ngày 14 tháng 10, Toledo rời Long Beach tiếp tục làm nhiệm vụ tại Viễn Đông. Trong tám tháng tiếp theo, nó di chuyển trong vùng biển giữa Nhật Bản, Trung Quốc, Philippines và quần đảo Mariana. Toledo quay trở về Long Beach ngày 12 tháng 6 năm 1950, chỉ không đầy hai tuần trước khi lực lượng Bắc Triều Tiên tấn công Cộng hòa Hàn Quốc. Mười ngày sau, Toledo lại phải lên đường cho lượt hoạt động thứ tư tại Viễn Đông, nhưng là lượt hoạt động tác chiến đầu tiên.

### Chiến tranh Triều Tiên

#### 1950
Toledo ghé lại Trân Châu Cảng một chặng ngắn trên đường đi, và tiếp tục đi đến Sasebo, Nhật Bản, nơi Chuẩn đô đốc J. M. Higgins, Tư lệnh Hải đội Tuần dương 5, đặt cờ hiệu của mình vào ngày 18 tháng 7 năm 1950. Tám ngày sau, chiếc tàu tuần dương đi đến vị trí trực chiến ngoài khơi bờ biển Triều Tiên, cách vài hải lý về phía Bắc Pohang, gần Yongdok. Nó phối hợp với Hải đội Khu trục 91 để hình thành nên một trong số hai lực lượng luân phiên nhau của Đơn vị Hỗ trợ Bờ Đông thuộc Đội đặc nhiệm 95.5.
Từ ngày 27 đến ngày 30 tháng 7, Toledo cùng các tàu khu trục Mansfield và Collett bắn phá các tuyến đường liên lạc của Bắc Triều Tiên bắt đầu tại Yongdok chạy lên phía Bắc giữa núi và biển cho đến vĩ tuyến 38 Bắc. Vào ngày 4 tháng 8, đội đặc nhiệm phối hợp với máy bay chiến đấu của Không quân Hoa Kỳ cho một đợt tấn công không-hải lực xuống một làng do đối phương chiếm đó gần Yongdok. Ngày hôm sau, được sự chỉ điểm bởi không lực, các khẩu pháo chính 8 inch của nó bắn pháo hỗ trợ cho bộ binh trên tuyến đầu. Sau đó Toledo di chuyển khoảng 70 hải lý lên phía Bắc đến khu vực chung quanh Samchok, nơi nó di chuyển dọc theo 25 hải lý bờ biển nả pháo vào nhiều mục tiêu đối phương: phá hủy một cầu, nhiều đầu mối giao thông và làm rối loạn tuyến đường tiếp liệu của đối phương. Đến ngày 6 tháng 8, Toledo được con tàu chị em Helena thay phiên, cho phép nó quay về Sasebo để bảo trì.
Chiếc tàu chiến tiếp tục trực chiến ngoài khơi bờ biển Triều Tiên từ ngày 15 tháng 8, hoạt động cùng với tàu tuần dương Rochester và các tàu khu trục Mansfield, Collett, and Lyman K. Swenson dọc theo bờ biển dài 40 hải lý từ Songjin xuống phía Nam cho đến Iwon. Sau một số nhiệm vụ bắn phá, nó lại quay trở về Sasebo vào ngày 26 tháng 8 và ở lại đây cho đến ngày 31 tháng 8, khi nó lên đường cho một tuần lễ hoạt động ngoài khơi Pohang Dong.
Nhiệm vụ quan trọng tiếp theo của Toledo là cuộc đổ bộ xuống Inchon vào giữa tháng 9. Hòn đảo Wolmi-do, được gia cố và vũ trang mạnh mẽ, nằm áng ngữ giữa lối ra vào cảng, đã đe dọa đến sự thành công của chiến dịch. Vì vậy, Toledo cùng các tàu tháp tùng trước đây, được tăng cường thêm các tàu khu trục Gurke và De Haven cùng các tàu tuần dương hạng nhẹ Jamaica và Kenya của Hải quân Hoàng gia Anh, đã tiến vào cảng vào ngày 13 tháng 9 để vô hiệu hóa các khẩu pháo trên đảo. Các tàu khu trục đã dẫn trước trên luồng vào cảng vốn dày đặc thủy lôi, và tiếp cận để thu hút hỏa lực đối phương, trong khi các tàu tuần dương chờ đợi các khẩu pháo Bắc Triều Tiên bộc lộ vị trí. Đến trưa, cuộc đấu pháo bắt đầu; và đối phương bị thiệt hại nặng. Lúc chiều tối, lực lượng hải quân Đồng Minh rút lui qua đêm; rồi quay lại sáng hôm sau để hoàn tất công việc.
Sau hai ngày nữa bắn pháo chuẩn bị, lực lượng Thủy quân Lục chiến thuộc Tiểu đoàn đổ bộ 3 thuộc Trung đoàn 5 tấn công hệ thống phòng thủ tại Wolmi-do. Cùng lúc đó, Toledo bắn pháo hỗ trợ cho Trung đoàn 1 Thủy quân Lục chiến đổ bộ lên "bãi Blue" về phía Nam Inchon. Sau khi tiêu diệt được ba khẩu pháo, nhiều khẩu đội súng máy, hai đường hầm cùng nhiều hào giao thông và khẩu đội súng cối, Toledo rút lui qua đêm lúc 15 giờ 25 phút.
Toledo tiếp tục các nhiệm vụ bắn pháo hỗ trợ cho đến đầu tháng 10. Vào ngày 5 tháng 10, nó rời khu vực chiến sự quay trở về Sasebo. Chiếc tàu tuần dương quay lại bờ biển Triều Tiên tại Chaho Han vào ngày 13 tháng 10, tiến hành bắn pháo dọc bờ biển chuẩn bị cho chiến dịch đổ bộ tại Wonsan, rồi quay trở lại Sasebo ngày hôm sau. Chiếc tàu chiến lại khởi hành vào nữa đêm ngày 18 tháng 10 và đi đến khu vực ngoài khơi Wonsan sáng sớm hôm sau. Tuy nhiên vào lúc này, lực lượng Thủy quân Lục chiến đã tiến quân vượt quá tầm bắn những khẩu pháo 8 inch của nó; và Toledo chuyển sang hỗ trợ cho lực lượng truy quét các ổ kháng cự đối phương đã bị bỏ qua trong cuộc tiến quân. Trong ba ngày tiếp theo, nó hỗ trợ cho Thủy quân Lục chiến cho việc tiến quân sâu vào đất liền từ Wonsan.
Ngày 22 tháng 10, Toledo rời vùng biển Triều Tiên, và sau khi ghé qua Sasebo và Yokosuka, nó lên đường quay về Hoa Kỳ vào ngày 27 tháng 10. Đi ngang qua Trân Châu Cảng, nó về đến Long Beach vào ngày 8 tháng 11 và ở lại đây cho đến ngày 13 tháng 11, khi nó khởi hành đi San Francisco. Ngày hôm sau, nó đi vào Xưởng hải quân Hunter's Point bắt đầu đợt đại tu kéo dài ba tháng.

#### 1951
Sau khi hoàn tất đợt tân trang, Toledo rời xưởng tàu vào ngày 24 tháng 2 năm 1951, quay trở về đến Long Beach chiều tối hôm sau. Sau một chuyến đi khứ hồi đến San Diego, chiếc tàu tuần dương nhổ neo vào ngày 2 tháng 4 để quay trở lại khu vực Tây Thái Bình Dương. Nó ghé qua Trân Châu Cảng từ ngày 7 đến ngày 9 tháng 4 trước khi tiếp tục hướng đến Sasebo, đến nơi vào ngày 18 tháng 4.
Toledo bắt đầu lượt phục vụ thứ hai tại khu vực chiến sự ở Triều Tiên vào ngày 26 tháng 4. Trong tháng tiếp theo, nó di chuyển ngoài khơi bờ biển gần Inchon bắn pháo hỗ trợ cho các đơn vị tuyến đầu của Quân đoàn 1, bảo vệ phòng tuyến sông Hán trong cuộc tấn công của phía Bắc Triều Tiên vào mùa Xuân năm 1951. Tuy nhiên trong suốt tháng đó, đối phương tiếp tục ở lại phía sau con sông, bên ngoài tầm hoạt động những khẩu pháo 8 inch của chiếc tàu tuần dương.
Vào ngày 26 tháng 5, nó di chuyển lên phía Bắc đến Kansong, và gia nhập Đơn vị Đặc nhiệm 95.28 để tiến hành các cuộc bắn pháo can thiệp tại khu vực này. Sau đó từ ngày 28 đến ngày 30 tháng 5, đối phương đột phá sâu về phía sông Hàn, đủ gần cho phép Toledo can thiệp bằng những khẩu pháo hạng nặng của nó, nhưng ở tầm bắn xa tối đa có thể. Chiếc tàu tuần dương trải qua 10 ngày đầu của tháng 6 tại Yokosuka trước khi quay trở lại bờ biển Triều Tiên vào ngày 12 tháng 6. Đến ngày 18 tháng 6, nó hợp cùng với tàu khu trục Duncan và tàu tuần tra hộ tống Everett bắn phá các đầu mối hậu cần quan trọng của đối phương tại Songjin.
Chiếc tàu tuần dương thực hiện chuyến viếng thăm ngắn đến Sasebo trước khi quay trở lại Wonsan, nơi vào ngày 27 tháng 6, nó tham gia cùng tàu khu trục Bradford bắn phá mục tiêu đối phương trên bờ. Đêm hôm sau, lần đầu tiên nó chịu đựng hỏa lực thù địch khi các khẩu đội pháo bờ biển đối phương nhắm vào chiếc tàu tuần dương với nhiều phát gần ở mức nguy hiểm.
Lượt phục vụ của Toledo dọc theo bờ biển phía Đông Triều Tiên kéo dài cho đến cuối tháng 11. Nó đã bắn phá Wonsan, Songjin, và Chongjin cùng giải cứu nhiều phi công bị bắn rơi, trong đó một phi công từ tàu sân bay Boxer đến hai lần. Cuối tháng 10, nó bắn pháo hỗ trợ Sư đoàn 1 Thủy quân Lục chiến trong các hoạt động gần Kansong. Trong khi tiến hành bắn pháo bờ biển vào ngày 11 tháng 11, nó phải chịu đựng hỏa lực của một khẩu đội pháo bờ biển đối phương với nhiều phát suýt trúng.
Ngày 24 tháng 11, Toledo hoàn tất lượt bố trí hoạt động tại Tây Thái Bình Dương, và đã khởi hành từ Yokosuka quay trở về Hoa Kỳ. Sau khi ghé qua Trân Châu Cảng từ ngày 1 đến ngày 3 tháng 12, nó tiếp tục đi Long Beach, đến nơi vào ngày 8 tháng 12.

#### 1952
Vào tháng 1 năm 1952, sau một tháng nghỉ ngơi và bảo trì, Toledo bắt đầu một đợt hoạt động ngoài khơi Long Beach kéo dài bảy tháng, tiến hành các cuộc thực hành và huấn luyện dọc theo bờ Tây Hoa Kỳ cho đến giữa tháng 8. Vào ngày 16 tháng 8, chiếc tàu tuần dương rời Long Beach quay trở lại Tây Thái Bình Dương. Sau một chặng dừng theo thường lệ tại Trân Châu Cảng, nó đến Yokosuka vào ngày 8 tháng 9.
Toledo bắt đầu lượt hoạt động tác chiến thứ ba dọc theo bờ biển Triều Tiên vào ngày 12 tháng 9 khi nó khởi hành từ Yokosuka. Trong thời giai còn lại của tháng đó, các khẩu pháo 8 inch của nó đã hỗ trợ Quân đoàn 10 Hoa Kỳ và Quân đoàn 1 Hàn Quốc. Nó hỗ trợ cho các lực lượng Liên Hợp Quốc giới hạn các hoạt động tấn công của đối phương và giữ vững vị trí trong khi các cuộc đàm phán ngừng bắn bị kéo dài. Thỉnh thoảng, nó rời khu vực này để tiến hành bắn pháo xuống khu vực Wonsan và để tuần tra dọc theo bờ biển. Vào ngày 24 tháng 9, nó được yêu cầu bắn pháo sáng hỗ trợ liên tục và dập tắt các khẩu đội lựu pháo 120 mm của đối phương trong khi lực lượng Liên Hợp Quốc tái chiếm các vị trí vừa bị mất vào tay lực lượng cộng sản.
Sau đó Toledo dừng nghỉ đêm tại Sasebo vào ngày 29-30 tháng 9, viếng thăm quần đảo Bonin từ ngày 2 đến ngày 4 tháng 10, và ghé qua Yokosuka trong các ngày 5 và 6 tháng 10, trước khi quay trở lại khu vực xung đột vào ngày 8 tháng 10. Đến ngày 11 tháng 10, nó tham gia cùng các tàu sân bay của Lực lượng Đặc nhiệm 77, và trong ba tháng tiếp theo sau luân phiên giữa vai trò hộ tống tàu sân bay và bắn pháo bờ biển. Ngày 12 tháng 10, một khẩu đội pháo 75 mm đối phương nhắm bắn vào nó trước khi 48 phát đạn pháo 5 inch hạng hai khiến nó im tiếng. Đến 02 giờ 00 ngày 14 tháng 10, một khẩu pháo lại nổ súng từ cùng vị trí đó, với ba phát suýt trúng. Những sự kiện trên cùng với sự rình mò từ xa của những chiếc MiG 15, ít có sự kiện nào xảy ra đối với Toledo trong lượt hoạt động thứ ba, cũng là cuối cùng trong cuộc Chiến tranh Triều Tiên.

#### 1953
Vào giữa tháng 1 năm 1953, nó viếng thăm Hong Kong trong một đợt nghỉ ngơi trước khi quay lại tuần tra ngoài khơi Wonsan và Songjin cũng như bắn pháo hỗ trợ cho các quân đoàn 10 Hoa Kỳ và quân đoàn 1 Hàn Quốc. Vào ngày 28 tháng 2, Toledo rời Yokosuka quay trở về Hoa Kỳ. Sau một chặng dừng nghỉ đêm tại Oahu ngày 10-11 tháng 3, chiếc tàu tuần dương thả neo tại Long Beach đúng ngày lễ thánh Patrick, 17 tháng 3 năm 1953. Nó rời Long Beach ngày 13 tháng 4, và sau chặng dừng hai ngày tại San Diego, đi đến San Francisco vào ngày 16 tháng 4. Tại đây, nó đi vào Xưởng hải quân Hunter's Point cho một đợt đại tu kéo dài năm tháng.
Toledo vẫn đang được sửa chữa khi cuộc xung đột tại Triều Tiên kết thúc với thỏa thuận ngừng bắn vào ngày 27 tháng 7 năm 1953. Nó rời San Francisco ngày 10 tháng 9, và sau các hoạt động dọc theo bờ biển, đã lên đường hướng đến Trân Châu Cảng vào ngày 20 tháng 10. Chiếc tàu tuần dương đi đến Yokosuka ngày 7 tháng 11 bắt đầu lượt bố trí thứ bảy tại Viễn Đông. Cho dù cuộc xung đột Triều Tiên đã kết thúc vào mùa Hè năm trước, lực lượng Mỹ vẫn tiếp tục tuần tra tại vùng biển dọc theo bán đảo Triều Tiên. Toledo trải qua sáu tháng hoạt động từ Sasebo và Yokosuka, trong vùng biển giữa Nhật Bản và Triều Tiên, và tại biển Đông Trung Quốc. Nó viếng thăm Pusan, Inchon và Pohang cũng như Okinawa và Hong Kong. Ngoài việc tuần tra tại vùng biển trung lập ngoài khơi bờ biển Triều Tiên, nó còn tiến hành các cuộc tập trận chung với các tàu sân bay của Lực lượng Đặc nhiệm 77.

### 1954-1955
Vào ngày 13 tháng 4 năm 1954, Toledo đi vào cảng Yokosuka để bảo trì sau các đợt thực tập trong vùng biển Nhật Bản và cũng để chuẩn bị quay về nhà. Ba ngày sau, nó bắt đầu chuyến vượt đại dương, ghé qua Trân Châu Cảng như thường lệ và thả neo tại Long Beach vào ngày 1 tháng 5. Sau năm tháng hoạt động thường xuyên dọc theo bờ Tây Hoa Kỳ, chiếc tàu tuần dương rời Long Beach vào ngày 14 tháng 9. Nó dừng lại Trân Châu Cảng vào ngày 21 tháng 9 để nghỉ ngơi tại đây trong năm ngày trước khi tiếp tục hành trình đi đến Yokosuka, đến nơi vào ngày 7 tháng 11. Nó trải qua hầu hết thời gian của lượt bố trí trong các hoạt động huấn luyện, viếng thăm thiện chí một số cảng, tuần tra và phô trương lực lượng. Trong lượt hoạt động này, nó viếng thăm Hong Kong, Kobe, Nagasaki, Beppu, vịnh Subic và Manila.
Lần xáo trộn duy nhất đối với các hoạt động bình yên này là vào tháng 1 năm 1955. Toledo tham gia cùng Lực lượng Đặc nhiệm 77 tại vùng biển giữa Đài Loan và Trung Hoa lục địa để hỗ trợ cho một cuộc triệt thoái khác của lực lượng Trung Hoa dân quốc, lần này là khỏi quần đảo Đại Trần. Nó chiếm một vị trí cách các hòn đảo khoảng 1.350 m (1.500 yard) như là soái hạm của lực lượng hỗ trợ hải pháo; và trong suốt chiến dịch, nó cùng các tàu chiến khác hỗ trợ hỏa lực gần cho các xuồng đổ bộ tham gia vào việc triệt thoái. Sau khi hoàn thành chiến dịch, chiếc tàu tuần dương tiếp tục các hoạt động thường lệ tại Viễn Đông.
Ngày 5 tháng 3 năm 1955, nó cùng với tàu tuần dương hạng nặng Pittsburgh rời Nhật Bản quay trở về Hoa Kỳ, về đến Long Beach 17 ngày sau đó. Nó tiến hành các hoạt động dọc theo bờ Tây Hoa Kỳ cho đến ngày 16 tháng 6, khi bắt đầu một đợt đại tu kéo dài bốn tháng tại Xưởng hải quân Puget Sound ở Bremerton. Chiếc tàu tuần dương quay trở lại hoạt động thường lệ vào tháng 10 di chuyển ngoài khơi bờ Tây cho đến đầu năm 1956.

### 1956-1960
Quãng đời phục vụ của Toledo cùng với Hải quân Mỹ còn kéo dài thêm bốn năm. Trong giai đoạn này, nó đã được bố trí thêm bốn lượt hoạt động tại Tây Thái Bình Dương; bao gồm các hoạt động thường xuyên từ các căn cứ ở Nhật Bản và Philippines. Chỉ có một ngoại lệ vào đầu năm 1958. Chiếc tàu tuần rời bờ Tây vào ngày 19 tháng 2 và đến Nhật Bản vào đầu tháng 3. Tuy nhiên, sau khi ghé Sasebo và Yokosuka, nó đi về phía Nam đến Australia thay cho các hoạt động thường lệ cùng Đệ Thất hạm đội. Nó đến Sydney vào ngày 30 tháng 4 và ở lại đây trong năm ngày như là khách mời của Chính phủ Australia nhân dịp kỷ niệm 25 năm Trận chiến biển Coral. Sau Sydney, Toledo còn viếng thăm Melbourne trước khi quay trở về Nhật Bản ngang qua Okinawa để tiếp nối các hoạt động cùng Đệ Thất hạm đội. Đợt bố trí kết thúc vào ngày 26 tháng 8 năm 1958 khi Toledo lên đường quay trở về Long Beach. Chiếc tàu chiến còn được bố trí một đợt hoạt động khác đến Tây Thái Bình Dương từ ngày 9 tháng 6 đến ngày 25 tháng 11 năm 1959.
Vào ngày 5 tháng 1 năm 1960, Toledo đi vào Xưởng hải quân Long Beach để chuẩn bị ngừng hoạt động; nó được cho xuất biên chế tại Long Beach vào ngày 21 tháng 5 năm 1960. Nó được cho chuyển đến San Diego không lâu sau đó, và bị bỏ lại đây trong thành phần lực lượng dự bị trong 14 năm tiếp theo. Đến ngày 1 tháng 1 năm 1974, Toledo được rút khỏi danh sách Đăng bạ Hải quân, và nó được bán cho hãng National Metal and Steel Corporation, đảo Terminal, California, vào ngày 30 tháng 10 năm 1974 để tháo dỡ với trị giá 983.461,29 Đô la Mỹ.

## Phần thưởng
Toledo được tặng thường năm Ngôi sao Chiến trận do thành tích phục vụ trong Chiến tranh Triều Tiên. ==
|  |             |             |
|  |             |             |
|  | Silver star | Bronze star |
|  |             |             |

| Dãi băng Hoạt động Tác chiến             |                                                          |                                                                     |
| Huân chương Phục vụ Trung Hoa            | Huân chương Chiến thắng Thế Chiến II                     | Huân chương Phục vụ Chiếm đóng Hải quân                             |
| Huân chương Phục vụ Phòng vệ Quốc gia    | Huân chương Phục vụ Triều Tiên với 5 Ngôi sao Chiến trận | Huân chương Viễn chinh Lực lượng Vũ trang với 1 Ngôi sao Chiến trận |
| Đơn vị Tuyên dương Tổng thống (Hàn Quốc) | Huân chương Liên Hợp Quốc Phục vụ Triều Tiên             | Huân chương Phục vụ Chiến tranh Triều Tiên (Hàn Quốc)               |